# Diamant de les Fiji
El diamant de les Fiji (Erythrura pealii) és una espècie d'ocell del gènere Erythrura i de la família Estrildidae, és endèmica de Fiji. Habita els boscos de plana i pasturatges d'aquestes illes del Pacífic.